# Eggehard von Reichenau
Eggehard, auch Ekkehard I., (* im 10. Jahrhundert; † 23. September 972 in Reichenau) war von 958 bis 972 Abt des Klosters Reichenau.

## Leben
Eggehard war Mönche der Reichenau. Nach dem Tod von Abt Alawich trat er die Nachfolge von Alawich an. Wegen Misswirtschaft und Verschleuderung des Klostervermögens wurde die Absetzung als Abt durch Kaiser Otto I. betrieben und Probst Ruodmann als Nachfolger eingesetzt.
Eggehard galt als Erbauer der – nicht mehr existenten – Pfarrkirche Johannes der Täufer in Mittelzell auf der Reichenau.